# Kenrickodes michauxi
Kenrickodes michauxi är en fjärilsart som beskrevs av Pierre E.L. Viette 1968. Kenrickodes michauxi ingår i släktet Kenrickodes och familjen nattflyn. Inga underarter finns listade i Catalogue of Life.